# Kruiskerk van Delfzijl

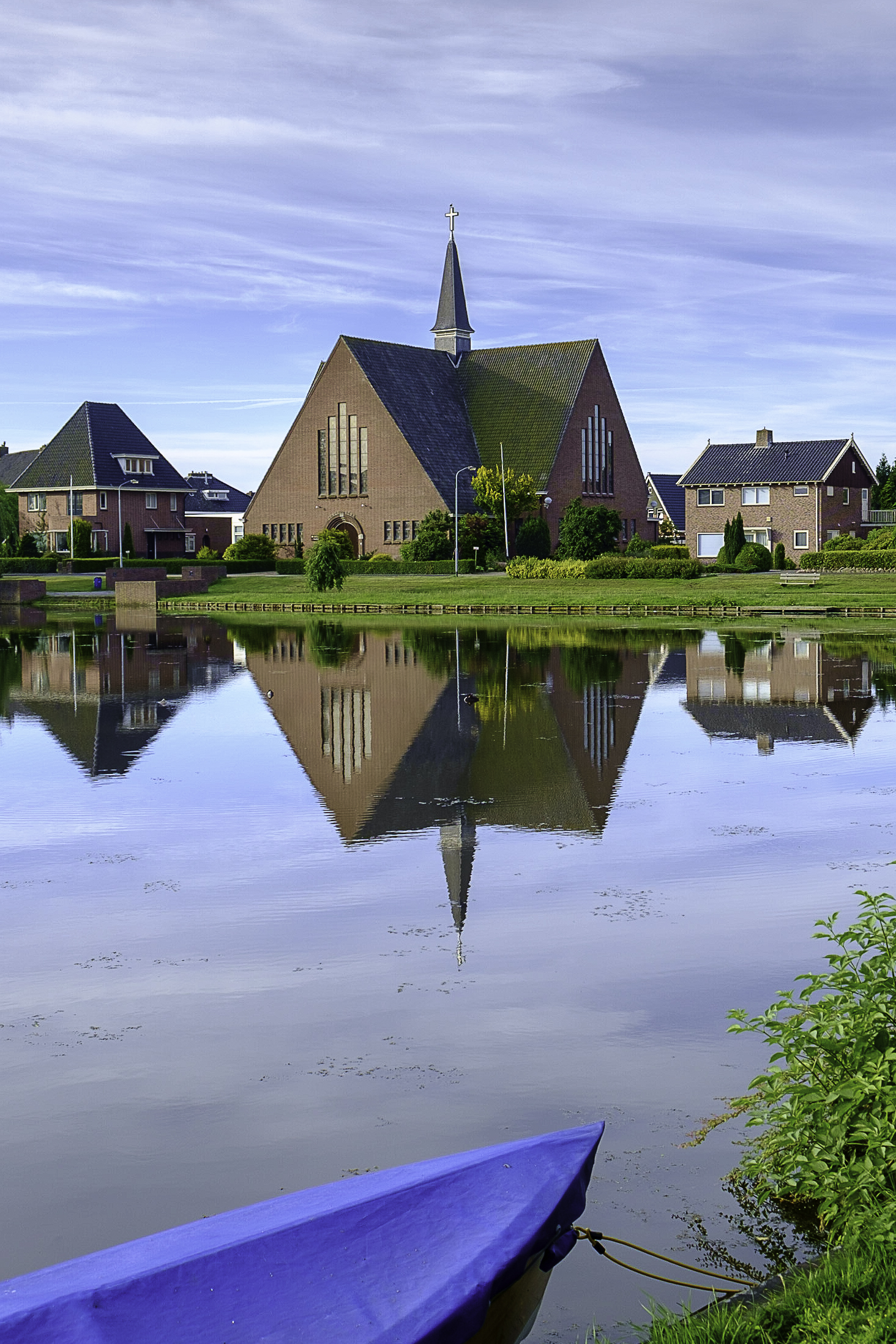
Kruiskerk gezien over de voormalige vestinggracht

De Kruiskerk van Delfzijl is een kerk in de Nederlandse plaats Delfzijl. De kerk van de Gereformeerde Kerk dateert uit 1953 en werd gebouwd in de Groningse variant op de Amsterdamse School. De architecten van de kerk zijn Albert van Dijk en F. van der Laan. Het gebouw staat aan de M. van Coehoornsingel 21 in de wijk Oud West ('Over de Gracht').